# آيت لرطال (أولاد خلو)
آيت لرطال هو دُوَّار يقع بجماعة بوخريص، إقليم خريبكة، جهة بني ملال خنيفرة في المملكة المغربية. ينتمي الدوّار لمشيخة أولاد خلو التي تضم 4 دواوير. يقدر عدد سكانه بـ 1061 نسمة حسب الإحصاء الرسمي للسكان والسكنى لسنة 2004.

## وصلات خارجية
- البوابة الوطنية للجماعات الترابية
- المندوبية السامية للتخطيط